# Mellisa Hollingsworth
Mellisa Hollingsworth-Richards (Eckville, Alberta, 4 de outubro de 1980) é uma piloto de skeleton canadense. Ela conquistou uma medalha de bronze olímpica em 2006.